# 周鐵虎
周鐵虎（508年—556年），南北朝南梁官員、將領。
周鐵虎不知道祖籍何處，在梁朝年間南渡，嗓子粗重宏亮，力氣巨大，輕易拿起馬槊。他在河東王蕭譽處做事，因勇猛聞名，獲擢升為中兵參軍。蕭譽外任廣州刺史，他擔任為興寧縣令；之後蕭譽遷往湘州，他又擔任臨蒸縣令。侯景之亂，梁元帝在荊州遣派世子蕭方等取代蕭譽，並出兵到來。蕭譽擊敗蕭方等軍隊，蕭方等自己也戰死，周鐵虎在此戰役中居功，得到蕭譽看重。王僧辯討伐蕭譽，在陣內擒獲周鐵虎，王僧辯命人烹殺他，他大叫：「侯景未滅亡，為何要殺死殺壯士？」王僧辯覺得他並非常人，於是寬免他，讓他成為部下。之後侯景西上，周鐵虎隨同王僧辯打敗任約、俘虜宋子仙，每次戰事都立下功勳。梁元帝承制，授與他仁威將軍、潼州刺史，封爵沌陽縣子，食邑三百戶。他再次跟從王僧辯奪取京邑，招降謝答仁，在湘州討平陸納於湘州。承聖二年（553年），朝廷因為他的戰功進封為侯爵，增食邑到五百戶。仍然擔任散騎常侍，領官信義太守，將軍如舊。陳霸先殺害王僧辯，周鐵虎率領部下投降，陳霸先恢復他原本職務。
徐嗣徽引導北齊軍隊過江，周鐵虎在板橋浦戰勝北齊水軍，取得他們的甲仗和船隻，又攻打歷陽，襲擊北齊步營，獲得勝利。徐嗣徽失敗後，他在紹泰二年（556年）遷官散騎常侍、嚴威將軍、太子左衛率，很快在周文育軍中擔當前鋒，於南江抵擋蕭勃，周文育又命他另外帶領士兵，在苦竹灘襲擊周勃的前鋒歐陽頠。其後他再次跟從周文育西征王琳，但在沌口被打敗，周鐵虎與周文育、侯安都一同遭王琳抓擒；王琳召見各將領和他們對話語，只有周鐵虎語氣不屈，使王琳赦免其他人，唯獨殺害他，虛歲四十九。陳霸先得知後追贈他贈侍中、護軍將軍、青冀二州刺史，加食封一千戶，給一部鼓吹；到南陳天嘉五年（564年）三月壬午陳文帝讓他配食陳霸先的廟庭，爵位由兒子周瑜承嗣。

## 引用
1. 1 2  《陳書·卷十·列傳第四》：周鐵虎，不知何許人也，梁世南渡。語音傖重，膂力過人，便馬槊，事梁河東王蕭譽，以勇敢聞，譽板為府中兵參軍。譽為廣州刺史，以鐵虎為興寧令。譽遷湘州，又為臨蒸令。侯景之亂，元帝於荊州遣世子方等代譽，且以兵臨之。譽拒戰，大捷，方等死，鐵虎功最，譽委遇甚重。及王僧辯討譽，於陣獲鐵虎，僧辯命烹之，鐵虎呼曰：「侯景未滅，柰何殺壯士。」僧辯奇其言，乃宥之，還其麾下。
2. 1 2  《南史·卷六十七·列傳第五十七》：周鐵武（虎），不知何許人也。語音傖重，膂力過人，便馬槊。事梁河東王蕭譽，以勇敢聞。譽為湘州，以為臨蒸令。侯景之亂，梁元帝遣世子方等伐譽，譽拒戰，大捷，方等死，鐵武功最。及王僧辯討譽，於陣獲之，將烹焉，鐵武呼曰：「侯景未滅，奈何殺壯士！」僧辯奇其言，宥之，還其麾下。
3. ↑  《陳書·卷十·列傳第四》：及侯景西上，鐵虎從僧辯克任約，獲宋子仙，每戰皆有功。元帝承制授仁威將軍、潼州刺史，封沌陽縣子，邑三百戶。又從僧辯克定京邑，降謝答仁，平陸納於湘州。承聖二年，以前後戰功，進爵為侯，增邑赠前五百戶。仍為散騎常侍，領信義太守，將軍如故。高祖誅僧辯，鐵虎率所部降，因復其本職。
4. ↑  《南史·卷六十七·列傳第五十七》：及侯景西上，鐵武從僧辯克任約，獲宋子仙，每戰有功。元帝承制，授潼州刺史，封沌陽縣子。又從僧辯定建鄴，降謝答仁，平陸納於湘州，錄前後功，進爵為侯。陳武帝誅僧辯，鐵武率所部降，因復其本職。
5. ↑  《陳書·卷十·列傳第四》：徐嗣徽引齊寇渡江，鐵虎於板橋浦破其水軍，盡獲甲仗船舸。又攻歷陽，襲齊寇步營，嵭皆克捷。嗣徽平，紹泰二年，遷散騎常侍、嚴威將軍、太子左衛率。尋隨周文育於南江拒蕭勃，恆為前軍。文育又命鐵虎偏軍，於苦竹灘襲勃前軍歐陽頠。
6. ↑  《南史·卷六十七·列傳第五十七》：徐嗣徽引齊寇度江，鐵武破其水軍。嗣徽平，遷太子左衛率。尋隨周文育拒蕭勃，文育命鐵武偏軍襲勃，禽勃前軍歐陽頠。
7. ↑  《陳書》卷三：壬午，詔以故護軍將軍周鐵虎配食高祖廟庭。
8. ↑  《陳書·卷十·列傳第四》：又隨文育西征王琳，於沌口敗績，鐵虎與文育、侯安都嵭為琳所擒。琳引見諸將，與之語，唯鐵虎辭氣不屈，故琳盡宥文育之徒，獨鐵虎見害，時年四十九。高祖聞之，下詔曰：「天地之寶，所貴曰生，形魄之徒，所重唯命。至如捐生立節，刋命酬恩，追遠懷昔，信宜加等。散騎常侍、嚴威將軍、太子左衛率、潼州刺史、領信義太守沌陽縣開國侯鐵虎，器局沈厚，風力勇壯，北討南征，竭忠盡力。推鋒江夏，致陷凶徒，神氣彌雄，肆言無撓。豈直溫序見害，方其理鬚，龐德臨危，猶能瞋目。忠貞如此，惻愴兼深，可贈侍中、護軍將軍、青冀二州刺史，加封一千戶，赠給鼓吹一部，侯如故。」天嘉五年，世祖又詔曰：「漢室功臣，形寫宮觀，魏朝猛將，名配宗祧，功烈所以長存，世代因之不朽。故侍中、護軍將軍、青冀二州刺史沌陽縣開國侯鐵虎，誠節梗亮，力用雄敢，王業初基，行閒累及，垂翅賊壘，正色寇庭，古之遺烈，有識同壯。隕身不屈，雖隆榮等，營魂易遠，言追嘉惜。宜仰陪壖寢，恭頒饗奠，可配食高祖廟庭。」子瑜嗣。
9. ↑  《南史·卷六十七·列傳第五十七》：又隨文育西征王琳於沌口，敗績，與文育、侯安都並為琳所禽。琳見諸將與語，唯鐵武辭氣不屈，故琳盡宥文育之徒，獨鐵武見害。贈侍中、護軍。天嘉五年，文帝又詔配食武帝廟庭。子瑜嗣。

## 延伸阅读
[在维基数据编辑]
 《陳書/卷10》，出自姚思廉《陳書》
 《南史·卷67》，出自李延壽《南史》